# Peter Joseph Schraut
Peter Joseph Schraut (* 2. November 1791 in Worms; † 18. Januar 1854 in Bad Bodendorf) war ein preußischer Verwaltungsjurist und Landrat im Landkreis Ahrweiler (1841/42–1849).

## Leben
Peter Joseph Schraut war der Sohn eines Advokaten und Präsidenten des Ziviltribunals in Speyer, Carl Hartmann Schraut und dessen Ehefrau Maria Catharina, geborene Burkhard. Er besuchte das Gymnasium in Koblenz und das Lyzeum in Metz. 1809 nahm er das Studium der Rechte an der Rechtsschule Koblenz auf und studierte auch in Heidelberg. Ab 1814 war er als Advokat-Anwärter in Trier bzw. Koblenz beschäftigt. Seit 1841/42–49 amtierte Schraut als Landrat in Ahrweiler. Schraut wurde 1849 auch aus disziplinarischen Gründen pensioniert.

## Familie
Er war seit dem 25. Juli 1822 mit Anna Maria Pfinder (* 10. Juni 1803 in Luxemburg), Tochter des Handelsmanns Johann Peter Pfinder und dessen Ehefrau Maria, geborene Clemens, verheiratet.